# Cratere Oken
Oken  è il nome di un cratere lunare da impatto intitolato al naturalista tedesco Lorenz Oken, situato nei pressi del bordo sudorientale della Luna. Questa formazione è solitamente visibile dalla Terra, ma si trova nella zona soggetta a librazioni e talvolta scompare. A sud ed a est si trova il vasto ed irregolare Mare Australe, che si estende anche nell'emisfero lunare più distante dalla terra (faccia nascosta).
L'interno di questo cratere è stato invaso da colate di lava basaltica, che hanno reso il pianoro interno livellato, povero di caratteristiche e di bassa albedo. Diversi minuscoli crateri punteggiano questa superficie, in particolare nella zona nordorientale. Il bordo è stato eroso dagli impatti successivi ed appare moderatamente distorto, rispetto ad una forma circolare. Sono presenti numerosi minuscoli impatti lungo il margine, in particolare a sud-ovest. Vi è un ampio rigonfiamento verso sud-est, dove il pianoro interno ha un livello più alto ed appare più accidentato, mentre rigonfiamenti minori si trovano a sud-ovest ed a nord-ovest.

## Crateri correlati
Alcuni crateri minori situati in prossimità di Oken sono convenzionalmente identificati, sulle mappe lunari, attraverso una lettera associata al nome.
| Oken | Latitudine | Longitudine | Diametro |
| ---- | ---------- | ----------- | -------- |
| A    | 43,2° S    | 71,3° E     | 36 km    |
| E    | 46,1° S    | 78,9° E     | 12 km    |
| F    | 44,4° S    | 71,5° E     | 21 km    |
| L    | 43,1° S    | 78,2° E     | 10 km    |
| M    | 41,8° S    | 75,4° E     | 7 km     |
| N    | 42,4° S    | 74,5° E     | 40 km    |